# Dambron
Dambron é uma comuna francesa na região administrativa do Centro, no departamento Eure-et-Loir. Estende-se por uma área de 11,56 km². Em 2010 a comuna tinha 106 habitantes (densidade: 9,2 hab./km²).